# Crocus (M917)
Le Crocus (M917) est un chasseur de mines de classe Tripartite de la Composante marine de l'armée belge. Il a été lancé le 3 septembre 1986 et son port d'attache est la Base navale de Zeebruges. Sa ville marraine est Genk.

## Mission
La mission principale d'un chasseur de mines est de détecter et neutraliser toute sorte de mines (mines de fond, mines ancrées ou mines flottantes) qui se trouvent dans les eaux commerciales, dans les accès aux ports, dans les zones d'ancrage, etc., afin de garantir la sécurité des voies navigables et l'accessibilité des ports. 

## Déplacement opérationnel
Le navire a participé à l'opération de sauvetage du Herald of Free Enterprise en 1987. En 2005, avec de nombreux autres chasseurs de mines européens, il a participé à l'opération Open Spirit de l'OTAN, qui a enlevé les mines et autres explosifs laissés pendant les Première et Seconde Guerres mondiales de la mer Baltique.
En 2007, le navire a fait l'objet d'une maintenance majeure et d'une modernisation du système d'arme dans le cadre du projet BeNeCUP (Capability Upgrade Program).

### Drôme
- 2 Zodiac avec moteur Yamaha de 40 cv
- 1 ROV Atlas Elektronik Seafox